# Garabonciás Diák
A Garaboncziás Diák, illetve a Garabonciás Diák több rövid életű magyarországi sajtótermék neve volt.

## Az első Garaboncziás Diák
Szatirikus-humoros képes hetilap volt, amelyet Szokoly Viktor szerkesztett Pesten; kiadó-tulajdonosa Werfer Károly,  főmunkatársa Vas Gereben volt. Megjelent belőle 1860 végén egy mutatványszám, 1861-ben pedig 9 szám és ezzel a lap február 28-án  megszűnt.

## A második Garaboncziás Diák
Politikai, társadalmi, humorisztikus hetilap; szerkesztette és a lap tulajdonosa volt Darmay Viktor; kiadta Noseda Gyula 1875. április 4-től Budapesten; szintén illusztrálva jelent meg és megszűnt ugyanazon évben a 20. számmal.

## A Garabonciás (Garabonciás Diák)
Szávay Gyula indította meg Győrött 1882. január 8-tól a Garabonciás nevű képes élclapot, amely  1884. március 30-tól a Garabonciás Diák címen jelent meg. A szerkesztői székben Szávay Gyulát 1887. szeptember 25-től  Gárdonyi Géza váltotta fel, aki a lapot megszűnéséig, 1888. szeptember  3-ig szerkesztette.